# Campionat del món de rem de 2010
El campionat del món de rem de 2010 va ser el campionat del món que es van celebrar entre el 31 d'octubre i el 7 de novembre al llac Karapiro, prop de Cambridge (Nova Zelanda).

## Resultats

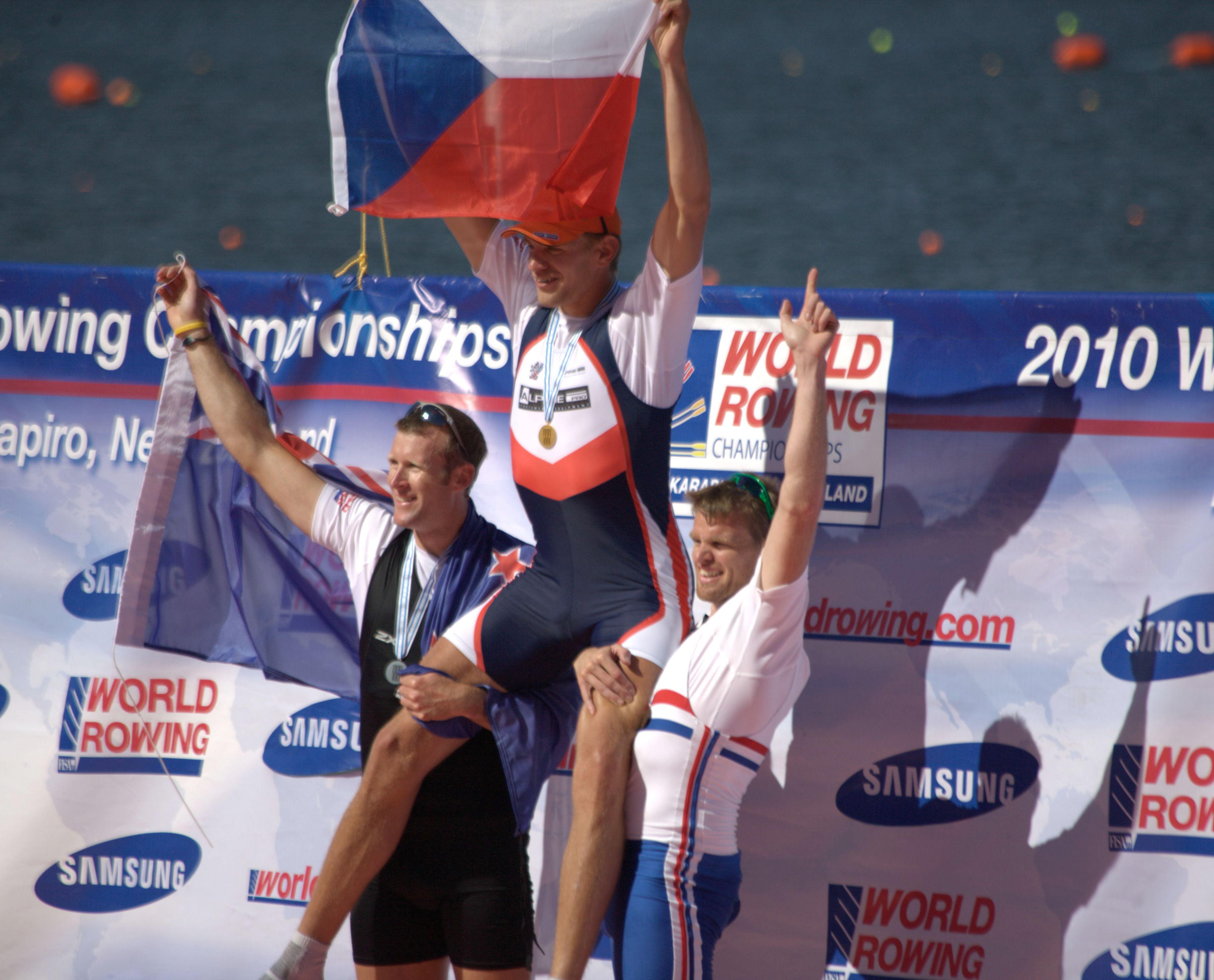
Medallistes del M1x

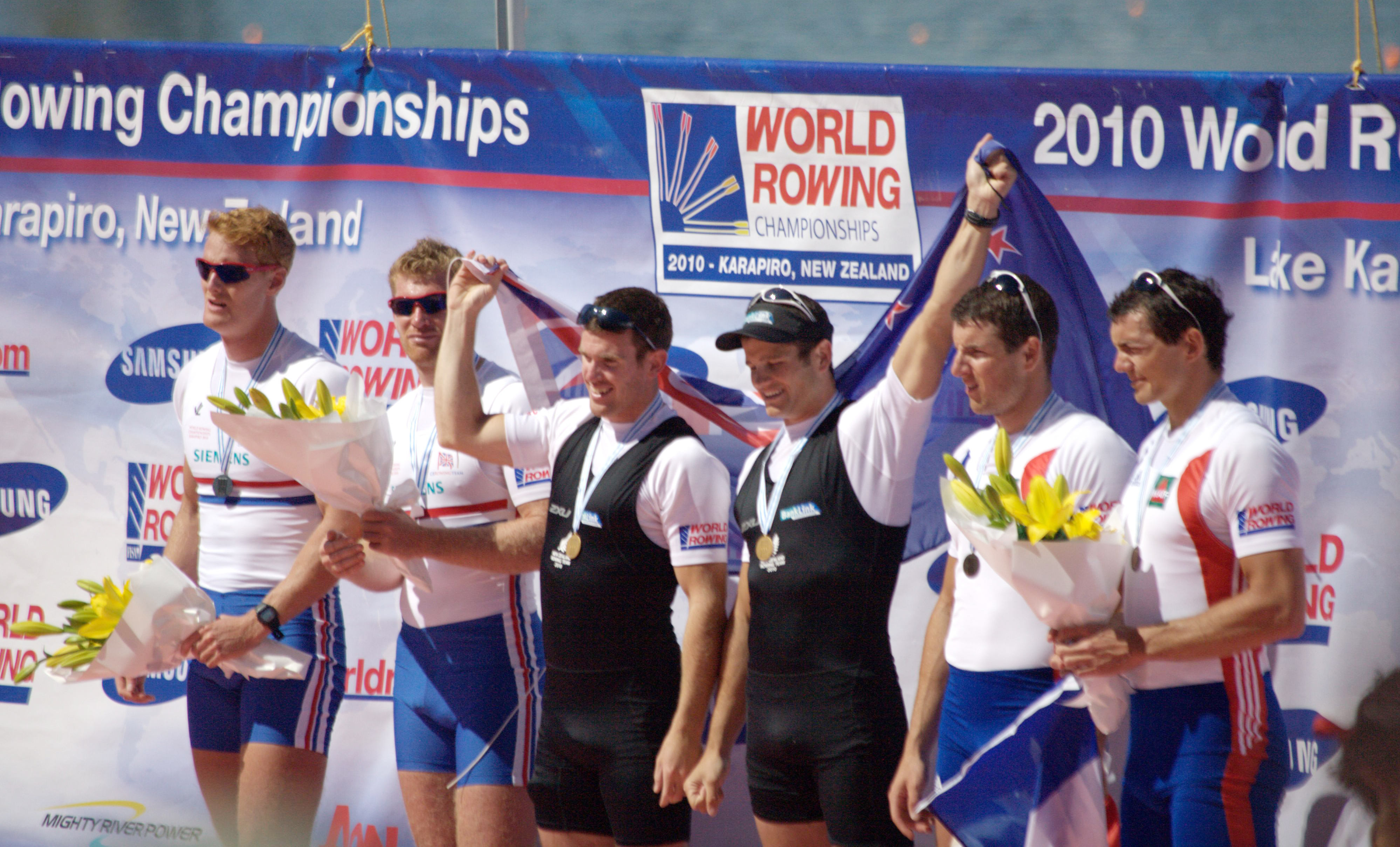
Medallistes del M2x

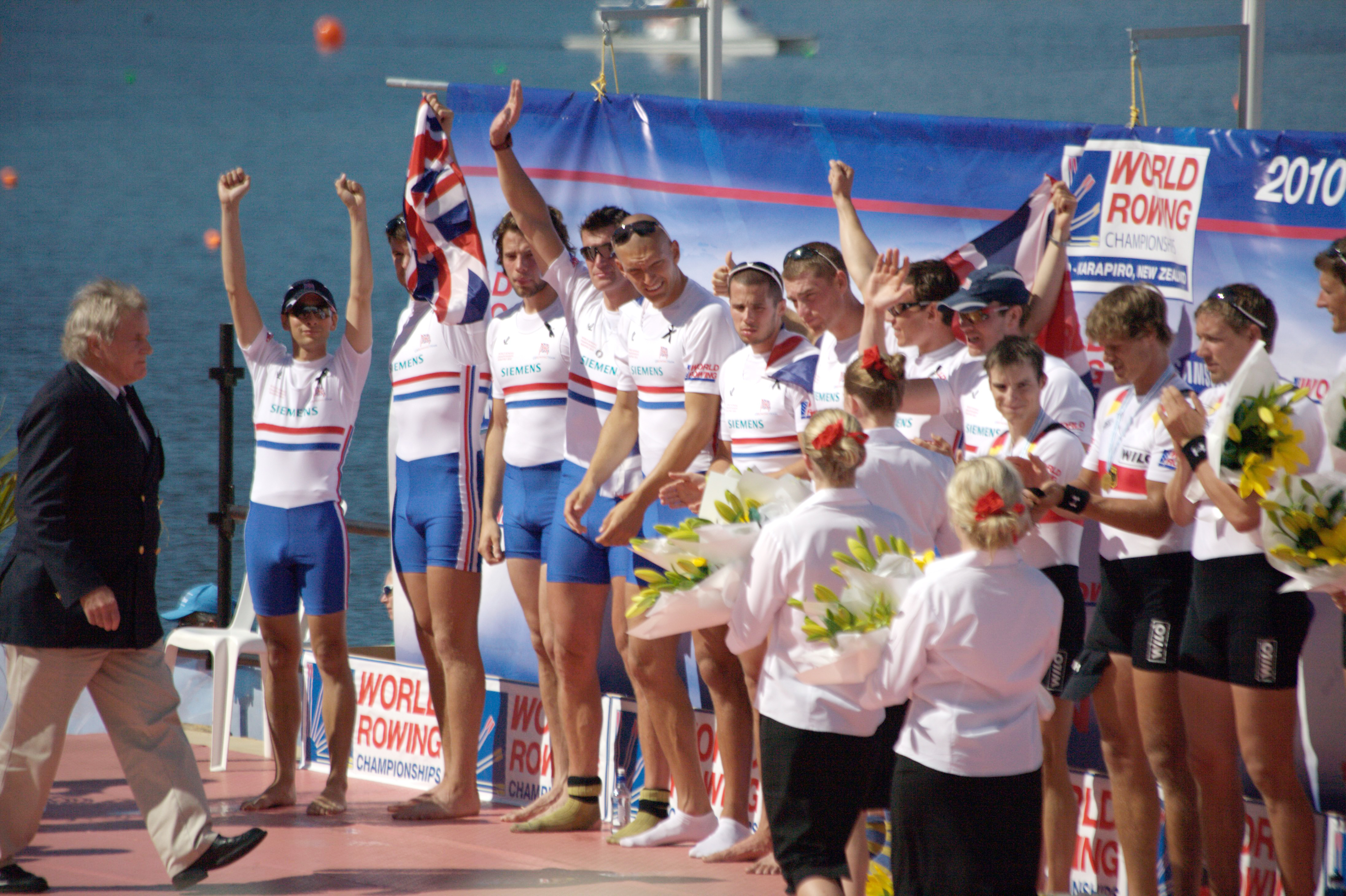
GB M8+ medallists (Great Britain and Germany only)

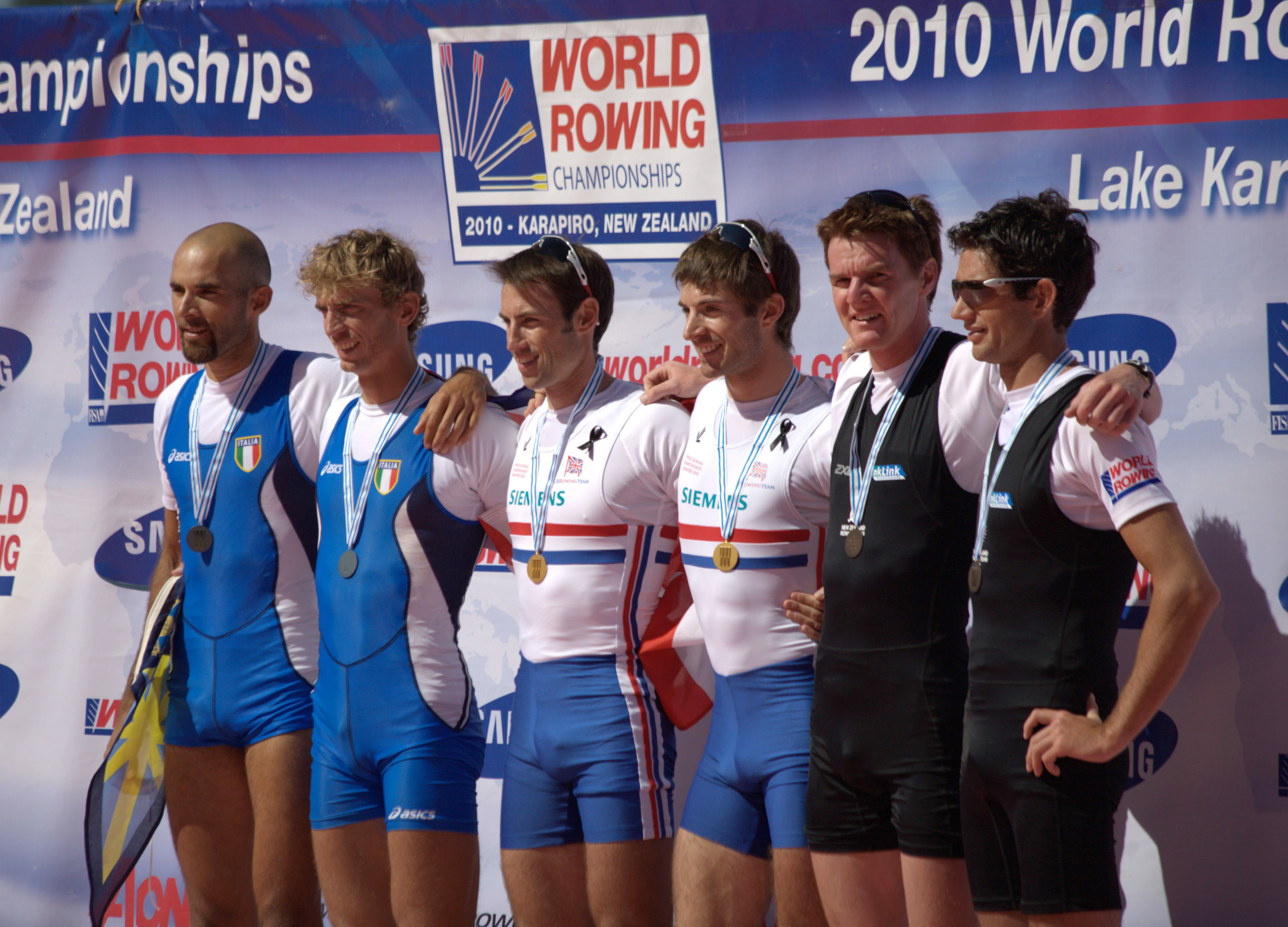
LM2x medallists

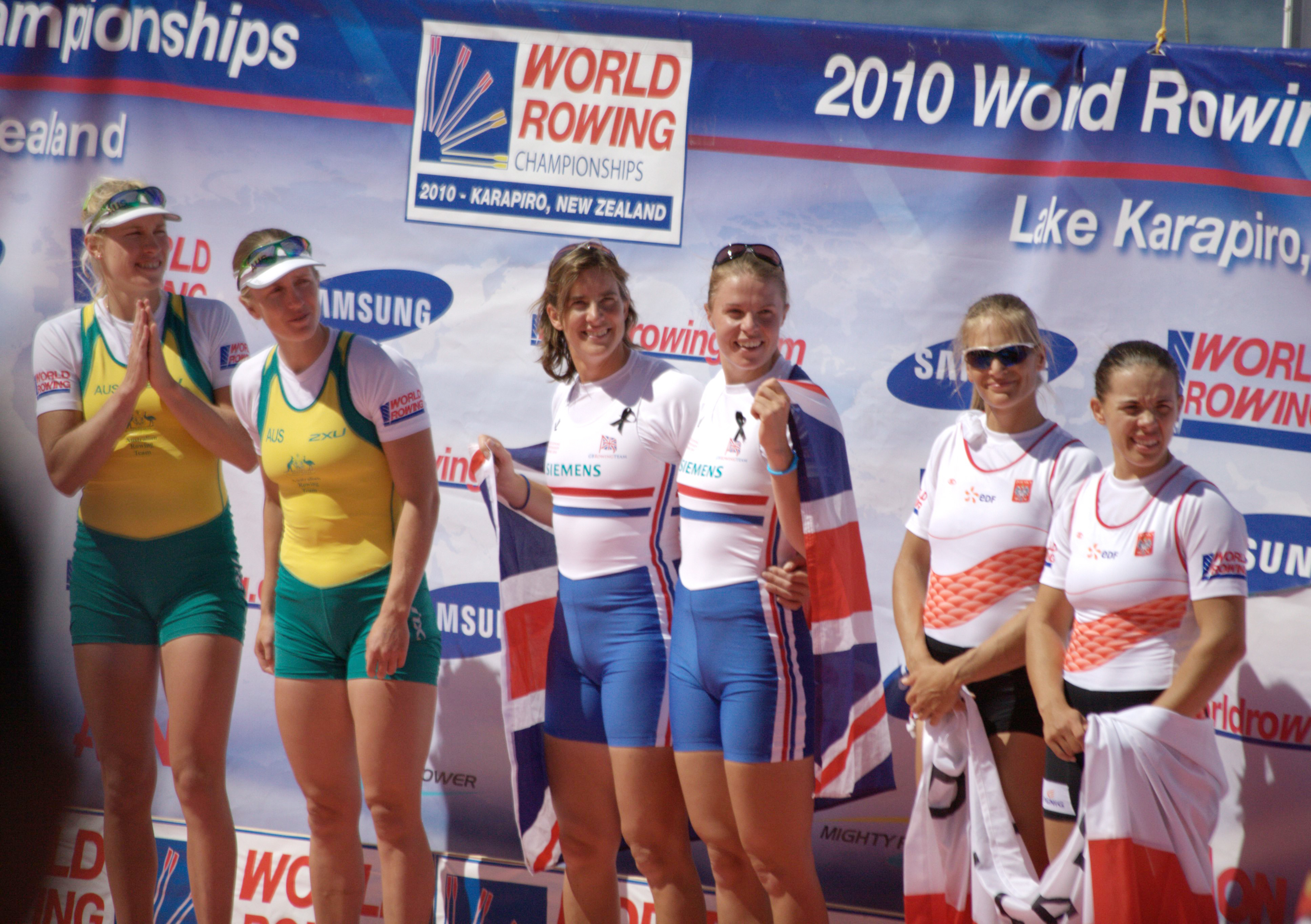
W2x medallists

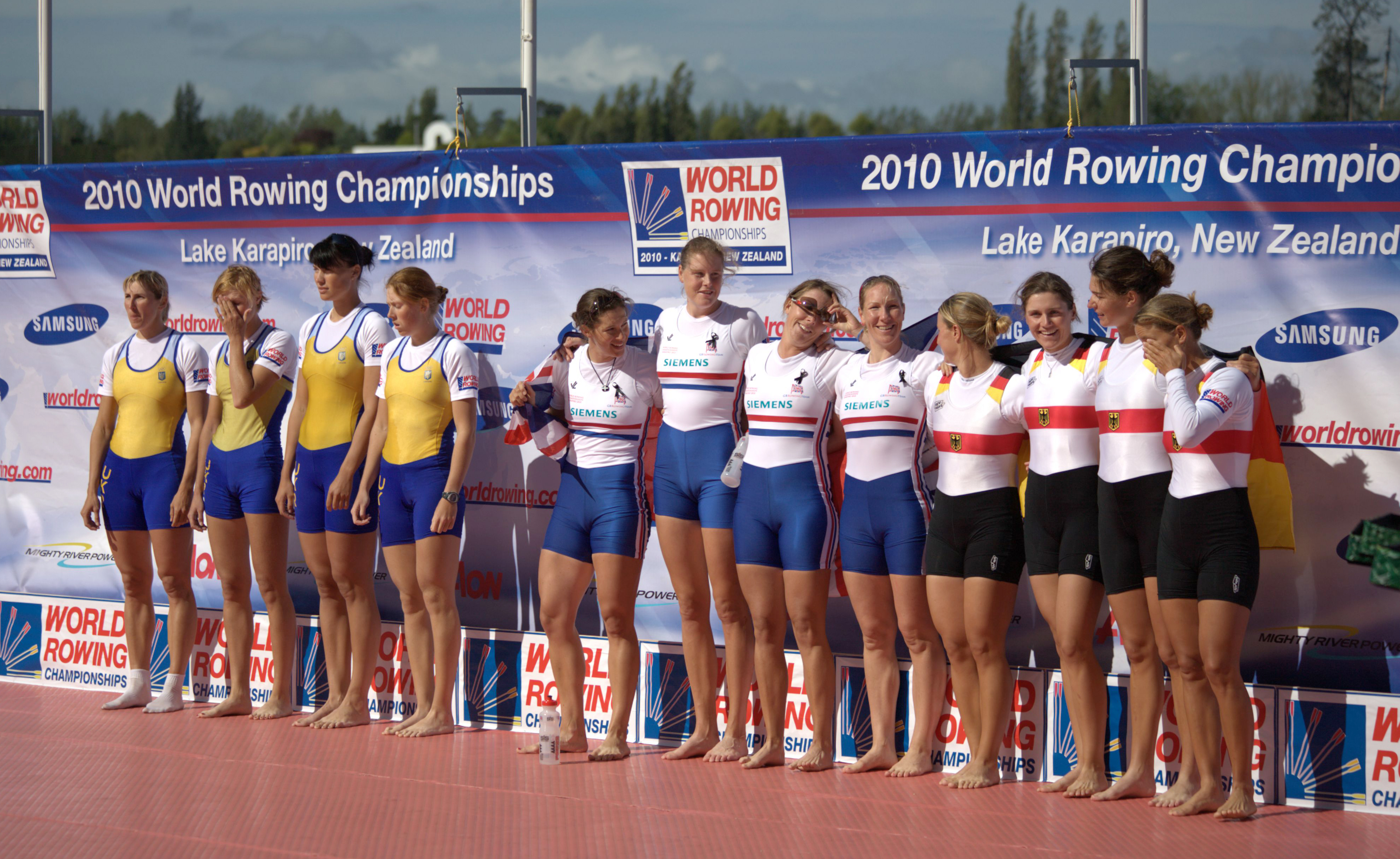
W4x medallists

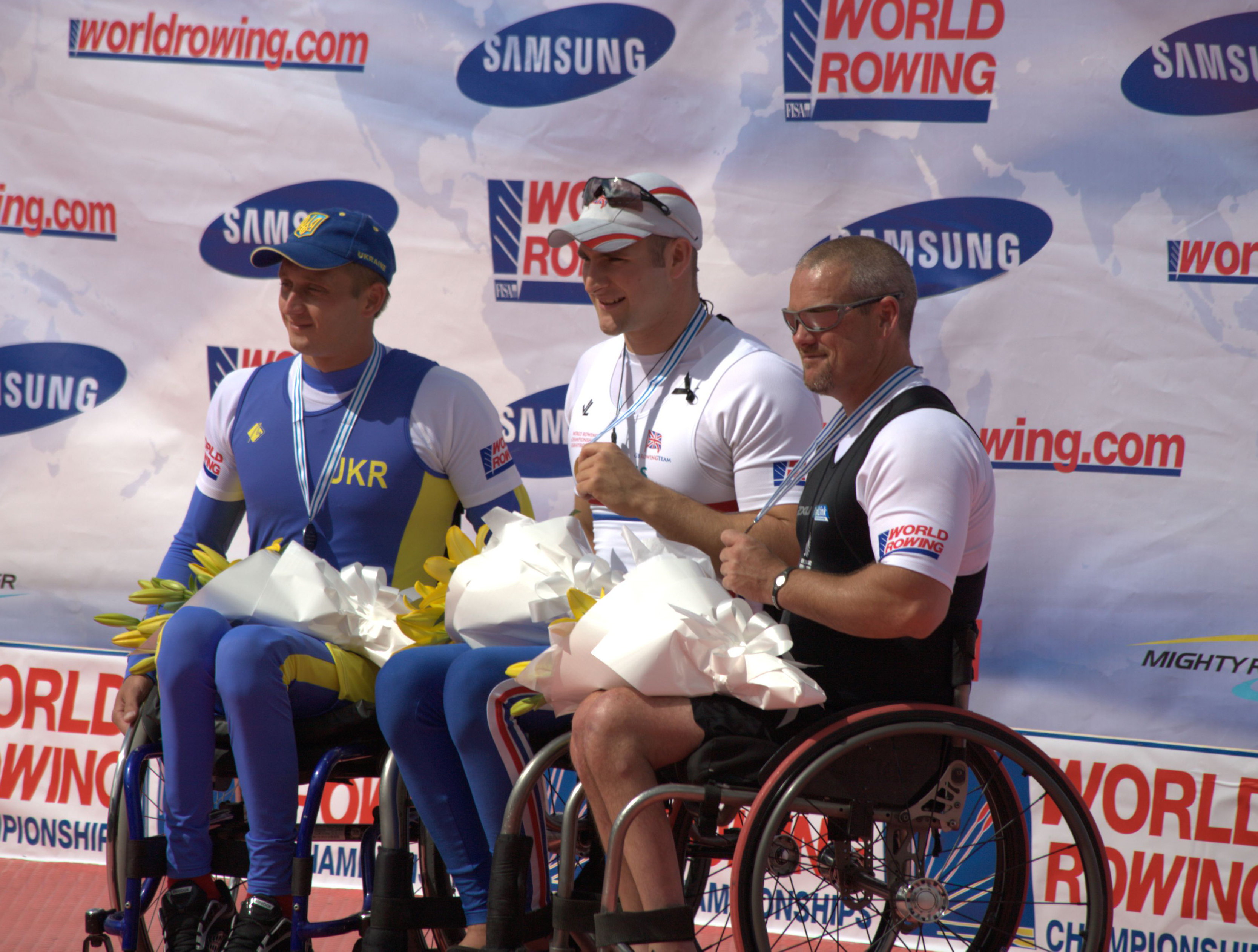
ASM1x medallists

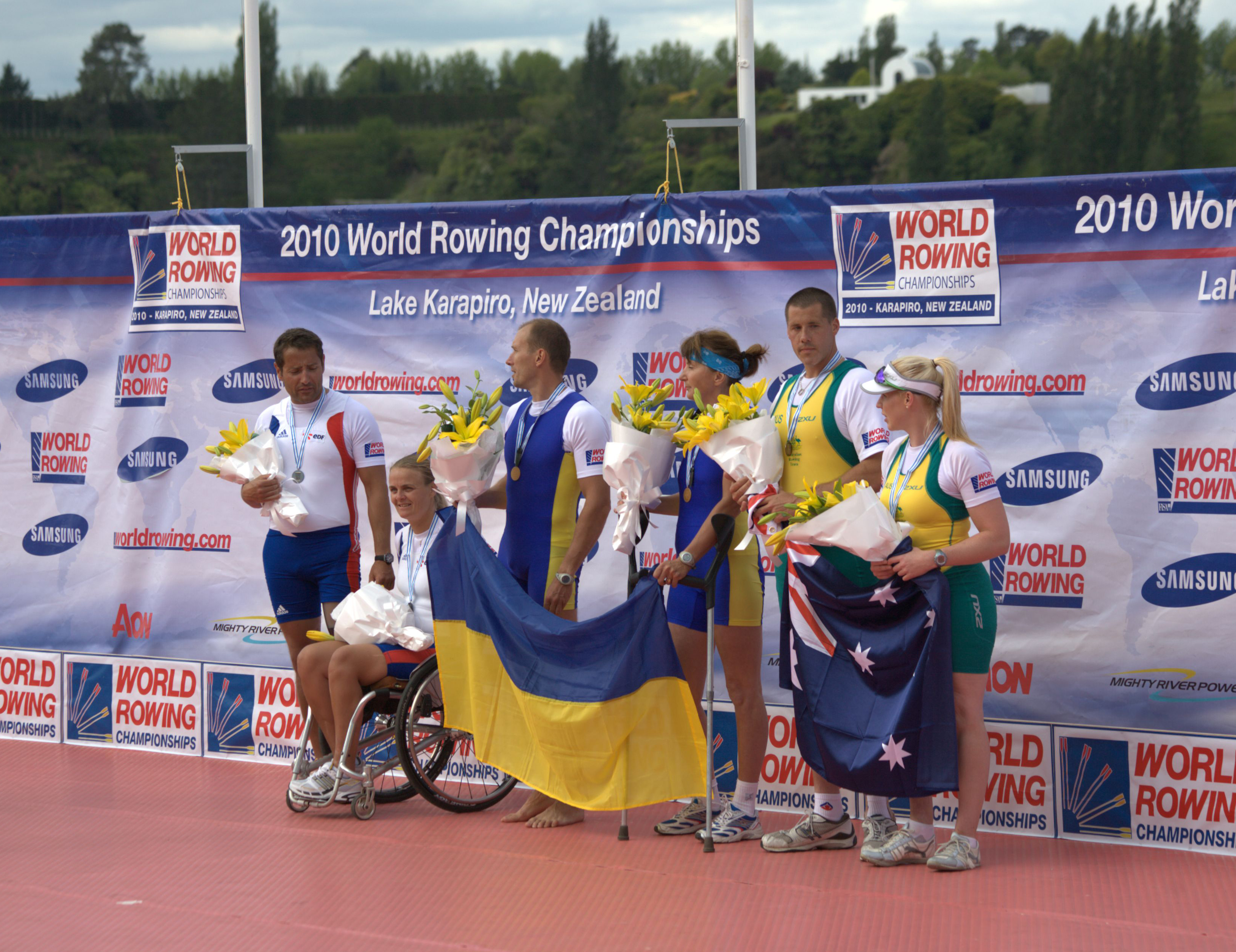
TAMix2x medallists

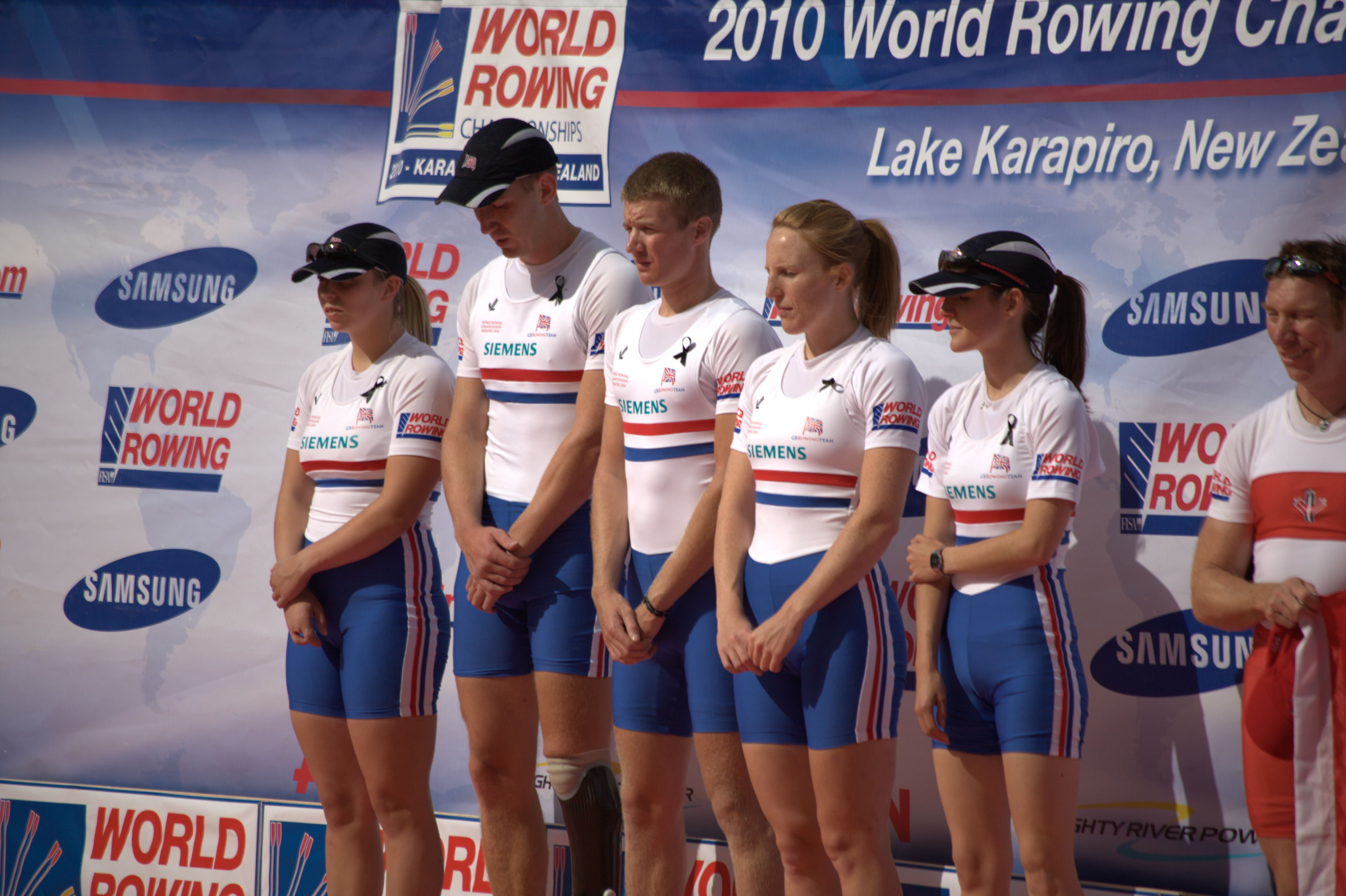
The LTAMix4+ silver medallists from Great Britain

Categories no olímpiques 
| Categoria: | Or: | Temps   | Plata: | Temps   | Bronze: | Temps   |
| Masculí    | |         | |         | |         |
| M1x        | Txèquia · Ondřej Synek | 6:47.49 | Nova Zelanda · Mahé Drysdale | 6:49.42 | Regne Unit · Alan Campbell | 6:49.83 |
| M2x        | Nova Zelanda · Nathan Cohen · Joseph Sullivan | 6:22.63 | Regne Unit · Matthew Wells · Marcus Bateman | 6:24.21 | França · Cédric Berrest · Julien Bahain | 6:28.54 |
| M4x        | Croàcia · David Šain · Martin Sinković · Damir Martin · Valent Sinković                                                                                             | 6:15.78 | Itàlia · Luca Agamennoni · Simone Venier · Matteo Stefanini · Simone Raineri                                                                                              | 6:17.04 | Austràlia · Karsten Forsterling · David Crawshay · James McRae · Daniel Noonan                                                                                          | 6:18.93 |
| M2+        | Austràlia · Chris Morgan · Dominic Grimm · David Webster | 7:03.32 | Itàlia · Paolo Perino · Pierpaolo Frattini · Andrea Lenzi | 7:04.38 | Alemanya · Maximilian Munski · Filip Adamski · Albert Kowert | 7:06.20 |
| M2-        | Nova Zelanda · Eric Murray · Hamish Bond | 6:30.16 | Regne Unit · Pete Reed · Andrew Triggs Hodge | 6:30.48 | Grècia · Georgios Tziallas · Ioannis Christou | 6:36.00 |
| M4-        | França · Jean-Baptiste Macquet · Germain Chardin · Julien Desprès · Dorian Mortelette                                                                               | 6:45.38 | Grècia · Stergios Papachristos · Ioannis Tsilis · Nikolaos Gkountoulas · Apostolos Gkountoulas                                                                            | 6:47.15 | Nova Zelanda · Jade Uru · Simon Watson · Hamish Burson · David Eade | 6:48.38 |
| M8+        | Alemanya · Gregor Hauffe · Maximilian Reinelt · Kristof Wilke · Florian Mennigen · Richard Schmidt · Lukas Müller · Toni Seifert · Sebastian Schmidt · Martin Sauer | 5:33.84 | Regne Unit · Tom Broadway · James Clarke · Cameron Nichol · James Foad · Mohamed Sbihi · Greg Searle · Tom Ransley · Daniel Ritchie · Phelan Hill                         | 5:34.46 | Austràlia · Will Lockwood · Matt Ryan · Francis Hegerty · Cameron McKenzie-McHarg · James Marburg · Samuel Loch · Nicholas Purnell · Josh Dunkley-Smith · Tobias Lister | 5:35.96 |
| LM1x       | Itàlia · Marcello Miani | 7:05.82 | Eslovàquia · Lukáš Babač | 7:08.19 | Hongria · Péter Galambos | 7:09.86 |
| LM2x       | Regne Unit · Zac Purchase · Mark Hunter | 7:13.47 | Itàlia · Lorenzo Bertini · Elia Luini | 7:15.88 | Nova Zelanda · Storm Uru · Peter Taylor | 7:18.31 |
| LM4x       | Alemanya · Jonathan Koch · Lars Wichert · Linus Lichtschlag · Lars Hartig                                                                                           | 6:11.44 | França · Alexandre Pilat · Pierre-Étienne Pollez · Stany Delayre · Frédéric Dufour                                                                                        | 6:14.02 | Dinamarca · Steffen Jensen · Martin Batenburg · Christian Nielsen · Hans Christian Soerensen                                                                            | 6:14.94 |
| LM2-       | França · Fabien Tilliet · Jean-Christophe Bette | 7:18.92 | Nova Zelanda · Graham Oberlin-Brown · James Lassche | 7:21.29 | Canadà · Matt Jensen · Rares Crisan | 7:23.79 |
| LM4-       | Regne Unit · Richard Chambers · Paul Mattick · Rob Williams · Chris Bartley                                                                                         | 6:10.71 | Austràlia · Anthony Edwards · Samuel Beltz · Blair Tunevitsch · Todd Skipworth                                                                                            | 6:10.78 | R.P. de la Xina · Li Lei · Yu Chenggang · Huang Zhe · Li Zhongwei | 6:10.79 |
| LM8+       | Alemanya · Daniel Wisgott · Robby Gerhardt · Jan Lueke · Lars Wichert · Jochen Kühner · Bastian Seibt · Jost Schömann-Finck · Martin Kühner · Albert Kowert         | 5:48.61 | Austràlia · Ross Brown · Angus Tyers · Blair Tunevitsch · Alister Foot · Nicholas Baker · Darryn Purcell · Thomas Bertrand · Perry Ward · David Webster                   | 5:50.27 | Itàlia · Luigi Scala · Davide Riccardi · Luca De Maria · Armando Dell'Aquila · Matteo Pinca · Gennaro Gallo · Livio La Padula · Bruno Mascarenhas · Vincenzo Di Palma   | 5:52.24 |
| Femení     | |         | |         | |         |
| W1x        | Suècia · Frida Svensson | 7:47.61 | Belarús · Ekaterina Karsten | 7:47.79 | Nova Zelanda · Emma Twigg | 7:49.64 |
| W2x        | Regne Unit · Anna Watkins · Katherine Grainger | 7:04.70 | Austràlia · Kerry Hore · Kim Crow | 7:10.08 | Polònia · Magdalena Fularczyk · Julia Michalska | 7:14.40 |
| W4x        | Regne Unit · Debbie Flood · Beth Rodford · Frances Houghton · Annabel Vernon                                                                                        | 7:12.78 | Ucraïna · Kateryna Tarasenko · Olena Buryak · Anastasiya Kozhenkova · Yana Dementyeva                                                                                     | 7:14.95 | Alemanya · Britta Oppelt · Carina Bär · Tina Manker · Julia Richter | 7:15.26 |
| W2-        | Nova Zelanda · Juliette Haigh · Rebecca Scown | 7:17.12 | Regne Unit · Helen Glover · Heather Stanning | 7:20.24 | Estats Units · Susan Francia · Erin Cafaro | 7:22.46 |
| W4-        | Països Baixos · Chantal Achterberg · Nienke Kingma · Carline Bouw · Femke Dekker                                                                                    | 7:21.09 | Austràlia · Sarah Heard · Sarah Cook · Pauline Frasca · Kate Hornsey | 7:23.99 | Estats Units · Mara Allen · Grace Luczak · Adrienne Martelli · Alison Cox                                                                                               | 7:24.56 |
| W8+        | Estats Units · Anna Goodale · Amanda Polk · Jamie Redman · Taylor Ritzel · Esther Lofgren · Elle Logan · Meghan Musnicki · Katherine Glessner · Mary Whipple        | 6:12.42 | Canadà · Emma Darling · Cristy Nurse · Janine Hanson · Rachelle de Jong · Krista Guloien · Ashley Brzozowicz · Darcy Marquardt · Andréanne Morin · Lesley Thompson-Willie | 6:16.12 | Romania · Roxana Cogianu · Ionela Zaharia · Maria Diana Bursuc · Ioana Craciun · Adelina Cojocariu · Nicoleta Albu · Camelia Lupașcu · Eniko Mironcic · Teodora Stoica  | 6:18.96 |
| LW1x       | Alemanya · Marie-Louise Dräger | 7:43.45 | Nova Zelanda · Louise Ayling | 7:48.48 | Itàlia · Laura Milani | 7:49.04 |
| LW2x       | Canadà · Lindsay Jennerich · Tracy Cameron | 8:06.20 | Alemanya · Daniela Reimer · Anja Noske | 8:07.33 | Grècia · Christina Giazitzidou · Alexandra Tsiavou | 8:09.14 |
| LW4x       | Alemanya · Lena Müller · Daniela Reimer · Anja Noske · Marie-Louise Dräger                                                                                          | 6:44.94 | Estats Units · Victoria Burke · Kristin Hedstrom · Ursula Grobler · Abelyn Broughton                                                                                      | 6:47.99 | R.P. de la Xina · Yan Shimin · Wang Xinnan · Liu Jing · Liu Tingting | 6:49.50 |
| Adaptat    | |         | |         | |         |
| ASM1x      | Regne Unit · Tom Aggar | 5:19.36 | Ucraïna · Andrii Kryvchun | 5:32.67 | Nova Zelanda · Daniel McBride | 5:33.39 |
| ASW1x      | França · Nathalie Benoit | 6:43.18 | Brasil · Claudia Santos | 6:47.60 | Portugal · Filomena Franco | 7:37.46 |
| TAMx2x     | Ucraïna · Dmytro Ivanov · Iryna Kyrychenko | 4:24.71 | França · Stephane Tardieu · Perle Bouge | 4:28.05 | Austràlia · Grant Bailey · Kathryn Ross | 4:28.16 |
| IDMx4+     | Hong Kong · Liu Wang Sin · Lam King Shan · Szeto Tung Chun · Tsui Kwok Man · Lee Yuen Wah                                                                           | 4:09.58 | Itàlia · Giorgia Indelicato · Elisabetta Tieghi · Francesco Borsani · Matteo Brunengo · Andrea Lenzi                                                                      | 4:30.37 | Rússia · Iulia Zhdanova · Olga Orlova · Boris Maximov · Gennady Mikhaylov · Irina Kostyukhina                                                                           | 5:00.28 |
| LTAMx4+    | Canadà · Anthony Theriault · Meghan Montgomery · Victoria Nolan · David Blair · Laura Comeau                                                                        | 3:36.53 | Regne Unit · Kelsie Gibson · Ryan Chamberlain · James Roe · Katherine Jones · Rhiannon Jones                                                                              | 3:37.08 | Alemanya · Christiane Quirin · Michael Schulz · Martin Lossau · Anke Molkenthin · Katrin Splitt                                                                         | 3:39.65 |

## Medaller

### Categories masculina i femenina
| Place | Nation          | Plantilla:Goca | Plantilla:Sica | Plantilla:Brca | Total |
| ----- | --------------- | -------------- | -------------- | -------------- | ----- |
| 1     | Alemanya        | 5              | 1              | 2              | 8     |
| 2     | Regne Unit      | 4              | 4              | 1              | 9     |
| 3     | Nova Zelanda    | 3              | 3              | 3              | 9     |
| 4     | França          | 2              | 1              | 1              | 4     |
| 5     | Austràlia       | 1              | 4              | 2              | 7     |
| 6     | Itàlia          | 1              | 3              | 2              | 6     |
| 7     | Estats Units    | 1              | 1              | 2              | 4     |
| 8     | Canadà          | 1              | 1              | 1              | 3     |
| 9     | Croàcia         | 1              | 0              | 0              | 1     |
| 9     | Txèquia         | 1              | 0              | 0              | 1     |
| 9     | Països Baixos   | 1              | 0              | 0              | 1     |
| 9     | Suècia          | 1              | 0              | 0              | 1     |
| 13    | Grècia          | 0              | 1              | 2              | 3     |
| 14    | Belarús         | 0              | 1              | 0              | 1     |
| 14    | Eslovàquia      | 0              | 1              | 0              | 1     |
| 14    | Ucraïna         | 0              | 1              | 0              | 1     |
| 17    | R.P. de la Xina | 0              | 0              | 2              | 2     |
| 18    | Dinamarca       | 0              | 0              | 1              | 1     |
| 18    | Hongria         | 0              | 0              | 1              | 1     |
| 18    | Polònia         | 0              | 0              | 1              | 1     |
| 18    | Romania         | 0              | 0              | 1              | 1     |
| Total | Total           | 22             | 22             | 22             | 66    |

### Categories adaptada
| Place | Nation       | Plantilla:Goca | Plantilla:Sica | Plantilla:Brca | Total |
| ----- | ------------ | -------------- | -------------- | -------------- | ----- |
| 1     | França       | 1              | 1              | 0              | 2     |
| 1     | Regne Unit   | 1              | 1              | 0              | 2     |
| 1     | Ucraïna      | 1              | 1              | 0              | 2     |
| 4     | Canadà       | 1              | 0              | 0              | 1     |
| 4     | Hong Kong    | 1              | 0              | 0              | 1     |
| 6     | Brasil       | 0              | 1              | 0              | 1     |
| 6     | Itàlia       | 0              | 1              | 0              | 1     |
| 8     | Austràlia    | 0              | 0              | 1              | 1     |
| 8     | Alemanya     | 0              | 0              | 1              | 1     |
| 8     | Nova Zelanda | 0              | 0              | 1              | 1     |
| 8     | Portugal     | 0              | 0              | 1              | 1     |
| 8     | Rússia       | 0              | 0              | 1              | 1     |
| Total | Total        | 5              | 5              | 5              | 15    |